# Exodul palestinian din 1967
Exodul palestinian din 1967 se referă la fuga a aproximativ 280.000 – 325.000 de palestinieni din teritoriile capturate de Israel în timpul și la sfârșitul Războiului de Șase Zile, inclusiv după demolarea satelor palestiniene Imwas, Yalo, Bayt Nuba, Surit, Beit Awwa, Beit Mirsem, Shuyuh, Al-Jiftlik, Agarith și Huseirat și „golirea” taberelor de refugiați Aqabat Jaber și Ein as-Sultan. Aproximativ 145.000 din refugiații din 1967 erau deja refugiați în urma războiului din 1948. Până în decembrie 1967, 245.000 de palestinieni fugiseră deja din Cisiordania și Fâșia Gaza în Iordania, 11.000 fugiseră din Fâșia Gaza în Egipt și 116.000 de palestinieni și sirieni fugiseră din Înălțimile Golan în Siria.
O Comisie Specială a Națiunilor Unite a înregistrat acuzațiile privind distrugerea a peste 400 de sate arabe, dar nici o dovadă în coroborare nu a fost furnizată Comisiei Speciale pentru a investiga practicile israeliene care afectează drepturile populației din teritoriile ocupate.
Până în 1967, circa jumătate din numărul total al palestinienilor încă mai trăia între granițele fostei Palestinei Mandatare, dar acest lucru s-a schimbat după 1967, când majoritatea palestinienilor, în urma exodurilor succesive, a ajuns să locuiască în afara acestui teritoriu.
Un raport din 1971 al Națiunilor Unite sublinia că: „pe baza mărturiilor prezentate sau obținute în cursul investigațiilor sale, Comisia Specială a fost condusă la concluzia că guvernul israelian desfășoară în mod deliberat politici menite să împiedice revenirea populației din teritoriile ocupate la casele ei și îi obligă pe cei aflați în casele lor în teritoriile ocupate să le părăsească, fie prin mijloace directe, cum ar fi deportarea, fie indirect, prin încercări de a le submina moralul sau prin oferirea de stimulente speciale, toate având ca obiect final anexarea și colonizarea teritoriilor ocupate. Comisia Specială consideră că actele guvernului Israelului în favoarea acestor politici reprezintă cea mai gravă încălcare a drepturilor omului care i-a fost adusă în atenție. Dovezile arată că această situație s-a deteriorat de la ultima misiune a Comisiei Speciale, în 1970.”
După ce unitatea pentru război psihologic a armatei israeliene a vizitat Qalqilya, iar mulți locuitori palestinieni au fugit, reprezentantul ONU, Nils-Göran Gussing, a notat că 850 din cele 2.000 de case ale orașului au fost demolate.